# Поліархія
Поліархія («багатовладдя, влада багатьох») — політична система, при якій вища державна влада на відміну від автократії, не належить одному суб'єктові. Поліархія заснована на відкритій політичній конкуренції різних груп в боротьбі за підтримку виборців. Термін запропонований у 1953 р. Робертом Далем для позначення ліберальних демократій; в подальшому значення трансформувалось від книги 1956 року «Передмова до теорії демократії» впродовж десятиліть. Сучасні політологи відносять Даля до одного з авторів концепції плюралістичної демократії.

## Історія
З античних часів термін "Поліархія" вживався стосовно ситуацій, коли державна влада не концентрувалася в одних руках, а розділялася між багатьма особами. У сучасну політичну науку запроваджено 1950-ті роки американськими політологами Р.А. Далем та Ч.Е. Ліндбломом, що запропонували розрізняти демократію - ідеал народного правління та поліархія - ступінь наближення до цього ідеалу на практиці. Введення поняття «Поліархія» мотивувалося тим, що термін «демократія» (влада народу) має на увазі рівний розподіл політичних ресурсів серед населення, стабільно високу політичну активність усіх громадян та їхню постійну участь у прийнятті політичних рішень, що не цілком відповідає реаліям сучасних суспільств. Поліархією стали називати існуючі політичні системи, що не задовольняють повного набору критеріїв «досконалої демократії», але включають ряд ключових демократичних інститутів. Даль визначив 7 інституційних ознак поліархії: - формування органів державної влади за допомогою виборів; вільний та чесний характер виборів; загальне виборче право; право громадян претендувати на посади в органах влади через висування своїх кандидатур на виборах; гарантії свободи вираження поглядів, критики урядової політики; наявність різноманітних, альтернативних джерел інформації, вільних від урядового контролю; свобода створення та діяльності громадських організацій, включаючи опозиційні партії. Права і свободи людини при поліархії не лише проголошуються, а й закріплені у судовому порядку.
Головні характеристики (вимірювання) поліархії - можливість заперечування урядової політики та широку участь громадян у формуванні органів влади. Перші політичні системи, що відповідають цим критеріям, утворилися на початку XX століття з наданням виборчих прав більшості населення, включаючи жінок, у країнах Європи та Північної Америки. За оцінками політологів, до поліархій наприкінці 1960-х років належало близько 30 зі 140 держав світу, в 1-й половині 1990-х років - 67 зі 186, на початку 2010-х років - 87 зі 195. 
Інститути поліархії створюють умови для вільного змагання у політичній сфері різних зацікавлених груп та громадських об'єднань, забезпечують їх вплив на вироблення та здійснення державної політики. За визначенням Р.А. Даля, на відміну диктатури, що є «правлінням меншості», поліархія є «правління меншин». Тенденція розвитку поліархічних систем полягає у збільшенні чисельності, кількості та різноманітності груп, що впливають на державну владу. Водночас демократичний потенціал поліархії обмежується нерівномірним розподілом ресурсів у суспільстві та привілейованим становищем економічно домінуючих верств (бізнесу) у політиці та державі.